# فاوجلي
قرية فاوجلي هي إحدى القرى التابعة لمركز ساقلتة بمحافظة سوهاج في جمهورية مصر العربية. حسب إحصاءات سنة 2006، بلغ إجمالي السكان في فاوجلي 9738 نسمة، منهم 5278 رجل و4460 امرأة.